# Bleptina pantoea
Bleptina pantoea är en fjärilsart som beskrevs av Turner 1908. Bleptina pantoea ingår i släktet Bleptina och familjen nattflyn. Inga underarter finns listade i Catalogue of Life.